# Nekromantik
Nekromantik (w tłumaczeniu na polski nekromantyczny) – zachodnioniemiecki niskobudżetowy film eksploatacji z 1987 roku w reżyserii Jörga Buttgereita. Przy kręceniu filmu wykorzystano m.in. zwierzęce wnętrzności oraz gałki oczne świń.

## Fabuła
Robert Schmadtke pracuje w JSA, agencji specjalizującej się w usuwaniu zwłok. Mieszka z dziewczyną, Betty. Oboje są nekrofilami. Robert codziennie przywozi z pracy części różnych zwłok, a niekiedy całe zwłoki. W mieszkaniu kolekcjonuje szczątki ciał. Oboje urządzają kąpiele we krwi. Pewnego dnia zostaje zwolniony z pracy. Betty odchodzi, zabierając trupa, którego niedawno przyniósł z pracy Rob. Mężczyzna popada w depresję, co prowadzi do makabrycznego finału.

## Obsada
- Beatrice Manowski – Betty
- Daktari Lorenz – Robert Schmadtke
- Jörg Buttgereit – Pracownik Joe's Streetcleaning Agency (J.S.A.)

Muzykę do filmu wykonali Hermann Kopp, Bernd Daktari Lorenz i John Boy Walton.

## Kontrowersje
Film wywołał wiele kontrowersji, m.in. z powodu przedstawionych nekrofilskich scen erotycznych. Nie został poddany cenzurze; wypuszczono go od razu do kin, w których był wyświetlany aż do 1992 roku. Twórcy filmu uczestniczyli w wielu rozprawach sądowych, na których postawiano im zarzut używania prawdziwych zwłok na planie.

## Nawiązania w muzyce
Duński zespół wykonujący muzykę psychobilly Nekromantix został nazwany na cześć filmu, a skandynawski zespół blackmetalowy Carpathian Forest wykonał cover części muzyki z filmu w ich albumie Strange Old Brew.